# Killian Marmion
Killian Marmion (...) è un giocatore di football americano francese che gioca come linebacker per gli Aigles de Chambéry.